# Vivaristik
Vivaristik bezeichnet die Pflege und Zucht von Tieren in einem, dem natürlichen Lebensraum möglichst nahe kommenden, künstlich durch den Menschen geschaffenen Lebensraum, dem Vivarium.
Das wohl am weitesten verbreitete Gebiet der Vivaristik ist die Aquaristik, in der versucht wird, die Lebensbedingungen verschiedener Wasser bewohnender Tier- und Pflanzenarten, seien es Süßwasser- oder Meeresbewohner, in einem Aquarium nachzubilden. Einen immer größer werdenden Bereich bildet jedoch auch die Terraristik; hier wird versucht, die Biotope von Echsen und ähnlichen Lebewesen in einem Terrarium künstlich nachzubilden.
Ein Paludarium ist eine Mischform zwischen Terrarium und Aquarium und dient insbesondere zur Haltung von Amphibien und bestimmten wasserliebenden Reptilien.